# Presa del Llac Negre
El Pantà de l'Estany Negre és un embassament del terme municipal d'Espot, a la comarca del Pallars Sobirà.
Aprofita i amplia l'Estany Negre; pertany al Riu de Peguera (conca de la Noguera Pallaresa), i és creat per una presa situada en el seu extrem nord.
L'Estany Negre de Peguera està situat a 2.350 m d'altitud, arraconat al capdamunt de la seva cota, entre el pic de Muntanyó, el Pic de la Mainera i el serrat que el separa del Riu de Peguera.
La seva presa te 19,6 m d'altura i una capacitat de 0,8 Hm³.
Una canalització soterrada construïda per Hidroelèctrica de Catalunya traspassa aigua cap el proper estany Tort, amb l'objectiu final de traspassar aigua de la conca del Peguera per alimentar la Central hidroelèctrica de Sant Maurici.